# Ada Zapperi Zucker

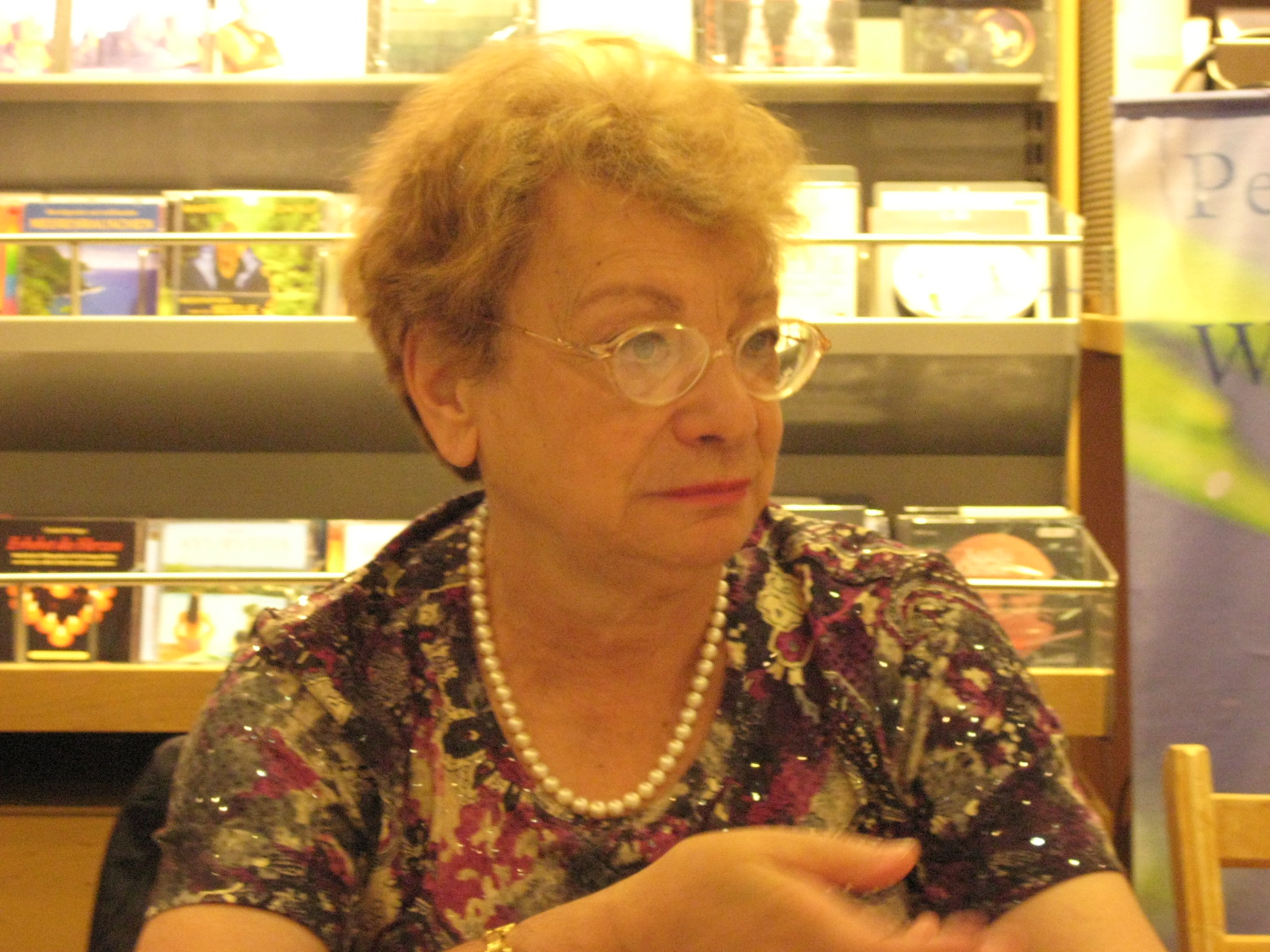
Ada Zapperi Zucker, 2010

Ada Zapperi Zucker (* 14. Januar 1937 in Catania/Italien) ist eine italienische Schriftstellerin, deren Romane und Erzählungen oft in Südtirol angesiedelt sind. Ihre Themen behandeln vor allem die Auswirkungen von Krieg und Diktatur auf Schicksale der meist weiblichen Protagonisten.

## Leben
Ada Zapperi Zucker ist in Catania geboren und hat in Rom Klavier und Gesang studiert und dieses Studium an der Musikhochschule Wien beendet. Gleichzeitig hat sie für das Dizionario Biografico degli Italiani, für die Enciclopedia dello Spettacolo und die Enciclopedia Universale De Agostini gearbeitet und für diese Enzyklopädien viele Biographien von Musikern und Sängern verfasst. Als Opernsängerin war sie hauptsächlich außerhalb Italiens tätig, derzeit unterrichtet sie Gesang in Deutschland und in Südtirol und lebt seit vielen Jahren in München.
Durch eine Lehrtätigkeit am Bildungszentrum in Bozen kam sie mit Südtirol in näheren Kontakt. Als geborene Italienerin, aber durch ihre Ehe auch mit der österreichischen Kultur vertraut, hat dieses Land ihr Interesse für Politik und Geschichte stimuliert. Die Geschichten, die sie von ihren Südtiroler Gesangsschülern erzählt bekam, führten 2007 zu einem ersten Erzählband „La scuola delle catacombe“, der auch auf Deutsch unter dem Titel „Die Katakombenschule“ erschienen ist.
Weitere Bücher folgten, oft mit Südtiroler Schwerpunkt, einige wurden in Italien mit Preisen ausgezeichnet. In dem 2015 erschienene Buch „La Cucchiara“ wendet sie sich ihrem sizilianischen Ursprung zu, auch diese sizilianische Familiensaga in Form von Erzählungen hat bei dem Literaturwettbewerb „San Domenicchino di Massa Carrara“ ebenfalls einen Preis erhalten.

## Leistungen
Ada Zapperi Zucker hat sich mit ihren Büchern um die Verständigung der beiden Volksgruppen (italienisch / deutsch) in Südtirol verdient gemacht. Hauptsächlich durch den Erzählband „Die Katakombenschule“ („La scuola delle catacombe“) wurde sie in Südtirol bekannt und vielfach zu Vorträgen in Schulen eingeladen. Katakombenschulen waren Schulen im Untergrund (meist in Pfarrhäusern), die während des Verbots der Verwendung der deutschen Sprachen in der Zeit des Faschismus für die deutschsprachigen Kinder heimlich etabliert wurden. Wie öfter hervorgehoben wurde, hat Ada Zapperi Zucker als Nicht-Südtirolerin, aber durch ihr Leben im deutschsprachigen Raum vertraut mit der deutsch-österreichischen Kultur, einen ganz anderen Zugang zu der Problematik der beiden Volksgruppen als Autoren, die entweder als Südtiroler selbst betroffen sind, oder sonst nur einen der beiden Kulturkreise wirklich kennen.

## Werke, zwei- oder deutschsprachig
- Das Schweigen. Roman. Meran / Klagenfurt 2010, ISBN 978-88-7223-130-2.
- Die Katakombenschule. Erzählungen. München 2013, ISBN 978-3-943810-02-8.
- Theater der Schatten. Roman. München 2013, ISBN 978-3-943810-05-9.
- Ein Tag in Bozen. Erzählungen. München 2014, ISBN 978-3-943810-07-3.
- Über Frauen und andere Geschöpfe. Zweisprachige Erzählungen. München 2015, ISBN 978-3-943810-11-0.
- Das Unbehagen der Sora Elsa. Erzählungen. München 2016, ISBN 978-3-943810-12-7.
- Von Sizilien in die Toskana. Zweisprachige Erzählungen. Zweitautorin Lorella Rotondi. München 2017, ISBN 978-3-943810-16-5.
- Das Haus in der Widenmayerstraße. Roman. München 2017, ISBN 978-3-943810-19-6.
- Liebe und andere Verdrießlichkeiten. Zweisprachige Erzählungen. München 2018, ISBN 978-3-943810-20-2.
- Singende Menschen. Antworten von Sängern auf 17 Fragen. München 2018, ISBN 978-3-943810-18-9.
- Herta und andere Geschichten. München 2019, ISBN 978-3-943810-23-3.
- Vikis blaue Augen. Ein zweisprachiges Kinderbuch. München 2020, ISBN 978-3-943810-28-8.
- Zwischen Lemberg und Meran. Roman eines Umbruchs. München 2020, ISBN 978-3-943810-29-5.
- In Südtirol und anderswo. Erzählungen. München 2022, ISBN 978-3-943810-33-2.
- Das Schweigen. Roman. München 2022, ISBN 978-3-943810-35-6.
- Die Meinung von Samy, Burli und Tina. Drei unmögliche Autobiographien. München 2023, ISBN 978-3-943810-39-4.
- Ein Frauenleben in Sizilien. Roman. München 2024, ISBN 978-3-943810-43-1.
- Der Vorbesitzer. Eine Erzählung. München 2025, ISBN 978-3-943810-45-5

## Werke, italienischsprachig
- La scuola delle catacombe. Racconti. Rom 2007, ISBN 978-88-6185-438-3. Neuauflage: München 2013, ISBN 978-3-943810-01-1.
- Il silenzio. Romanzo. Meran 2009, ISBN 978-88-7223-115-9.
- Le inquietudini della sora Elsa. Racconti. Chieti 2011, ISBN 978-88-7475-220-1.
- Teatro di ombre. Romanzo. Arezzo 2012, ISBN 978-88-6466-161-2.
- Un giorno a Bolzano. Racconti. München 2013, ISBN 978-3-943810-06-6.
- La Cucchiara. Racconti siciliani. München 2015, ISBN 978-3-943810-09-7.
- La casa del nonno. Romanzo. München 2016, ISBN 978-3-943810-14-1.
- I Padri assenti. Due racconti. München 2017, ISBN 978-3-943810-17-2.
- Un’infanzia quasi felice. Racconti. München 2018, ISBN 978-3-943810-21-9.
- Una vita di donna in Sicilia. Romanzo. München 2019, ISBN 978-3-943810-24-0.
- Due donne del Sud. Lettere Calabria / Sicilia. München 2020, ISBN 978-3-943810-27-1.
- Un pugno di storie. Divagazioni e reflessioni. Zweitautorin Lorella Rotondi. München 2021, ISBN 978-3-943810-30-1.
- Il vestitino di Angelica. Romanzo. München 2021, ISBN 978-3-943810-32-5.
- Nuovo dizionario femminile. Pensieri sparsi. München 2022, ISBN 978-3-943810-36-3.
- Due mezzi volti di un'isola. Un dialogo a distanza. Zweitautorin Maria Cristina Picciolini. München 2022, ISBN 978-3-943810-38-7.
- Il viaggio di Ermelinda. Romanzo. München 2023, ISBN 978-3-943810-40-0.
- Tra Lemberg und Merano. Romanzo. München 2024, ISBN 978-3-943810-41-7.
- Forse un nuovo domani. Romanzo. München 2024, ISBN 978-3-943810-44-8.